# Verena Conzett
Verena Conzett (Zürich, 28 november 1861 - Kilchberg, 14 november 1947) was een Zwitserse syndicaliste, onderneemster en feministe.

## Biografie
Verena Conzett was een dochter van Johannes Knecht, opzichter in een papierfabriek, en van Barbara Mathis. Omdat haar vader blind was, diende ze reeds op 13-jarige leeftijd te werken, aanvankelijk in een verffabriek en vervolgens in een spinnerij, waar ze via Herman Greulich's vrouw Johanna in contact kwam met de arbeidersbeweging. Tot haar huwelijk met Conrad Conzett, een drukker en socialistisch politicus, was ze in Zürich nog actief als stropdasmaakster en verkoopster.
Na haar huwelijk nam Conzett de zorg voor haar vier kinderen op zich en vervulde ze ook administratieve taken in de drukkerij van haar echtgenoot, waar ze verschillende socialistische persoonlijkheden ontving waaronder Paul Pflüger, Robert Seidel, August Bebel en Wilhelm Liebknecht. Na een tijd werd ze zelf lid van de Sociaaldemocratische Partij van Zwitserland (SP/PS) en sloot ze zich ook aan bij de Arbeiterinnenverein Zürich. In 1890 werd ze voorzitster van het pas opgerichte Schweizerischer Arbeiterinnenverband (SAV), waarin ook Marie Büsser-Villinger op dat moment een belangrijke rol speelde. In 1896 vertegenwoordigde ze deze organisatie op het eerste congres voor vrouwenbelangen in Genève. Ze kwam voornamelijk op voor de bescherming van arbeidsters en arbeiders, de verbetering van de sociale zekerheid en de vermindering van de arbeidsduur. Zo werd ze in 1896 verkozen in het bestuur van de Schweizerischer Arbeiterbund en vertegenwoordigde ze in 1897 de SP/PS op een internationaal congres voor de bescherming van de arbeiders in Zürich.
In haar latere carrière richtte Conzett haar focus meer op het publiek welzijn. Zo was ze betrokken bij de lancering van het familieblad In freien Stunden, die zeer succesvol was, en legde ze zich ook toe op de zorg voor jonge alleenstaande moeders.
Na de zelfdoding van haar man in 1898 nam ze de familiale drukkerij over. De drukkerij bevond zich op dat moment in slechte papieren, maar samen met advocaat Emil Huber slaagde ze erin om van de drukkerij opnieuw een gezond bedrijf te maken. 

## Werken
- (de)  Erstrebtes und Erlebtes. Ein Stück Zeitgeschichte, 1929.